# مورس (دهانه)
مورس یک دهانه برخوردی در ماه‌ است.

## دهانه‌های اقماری
این دهانه ۲ دهانه اقماری دارد.
| Morse | عرض جغرافیایی | طول جغرافیایی | قطر          |
| ----- | ------------- | ------------- | ------------ |
| T     | ۲۲.۰° N       | ۱۷۹.۵° W      | ۳۴.۰ کیلومتر |
| N     | ۲۰.۲° N       | ۱۷۶.۱° W      | ۲۵.۰ کیلومتر |